# Konrad III (tysk-romersk kejsare)
Konrad III, född 1093, död 15 februari 1152 i Bamberg, var tysk-romersk kejsare och den förste regenten av huset Hohenstaufen.

## Biografi

### Tidigt liv
Konrad III var son till hertigen av Schwaben, Fredrik I, och prinsessan Agnes, dotter till Henrik IV. Redan efter Henrik V:s död 1125 tävlade Konrad med Lothar av Supplinburg om tyska kronan och utropades 1127 till konung, kröntes 1128 i Italien med den lombardiska järnkronan samt återvände först efter ett par år till Tyskland, där hans motståndare emellertid blivit i majoritet. 1135 gav också Konrad upp striden och erkände Lothar III som kejsare samt följde denne 1136 på hans andra tåg till Rom.
Med Lothar III:s död 1137 började striden om kronan på nytt. Kyrkan hade allt mer börjat frukta kejsar Lothar III:s och det Welfska partiets makt. Bayerns och Sachsens mäktige hertig, Henrik den stolte av huset Welf förbigicks därför som tronföljare, trots att han var den naturliga arvtagaren till Lothar III. Istället valdes Konrad III till kung av Tyskland av det kyrkliga partiet vid ett möte i Koblenz 7 mars 1138. Detta val skedde på ett formvidrigt sätt, av bara några få furstar, men Konrad blev dock allmänt erkänd. Senare samma år kröntes han till kejsare i Rom.

### Regeringstid
När Henrik den stolte inte ville lämna ifrån sig ett av sina hertigdömen lät Konrad fråndöma Henrik hans båda hertigdömen och gav Sachsen åt Albrekt Björnen och Bayern åt Leopold IV av Österrike. Detta tände gnistan till den långvariga striden mellan welfer (guelfer) och hohenstaufer (ghibelliner), som i hög grad bidrog att förhindra återupprättandet av den genom investiturstriden försvagade kungamakten. Efter Henriks död 1139 fortsatte hans broder Welf VI striden. Han blev dock besegrad av Konrad vid Weinsberg 21 december 1140.
Henrik den stoltes son Henrik Lejonet återfick hertigdömet Sachsen 1142, enligt beslut av riksdagen i Frankfurt, men Welf var fortfarande missnöjd. Albrekt Björnen fick behålla Brandenburg som självständigt markgrevskap.
Efter uppmaning av Bernhard av Clairvaux ledde Konrad III 1147–1149 en korstågshär mot det heliga landet under andra korståget. Hans armé kom under marsch genom Turkiet att möta kraftigt motstånd, och tvingades retirera till Konstantinopel. Efter att ha vilat upp sig och fått förstärkningar gjorde man ett nytt försök efter att sjövägen tagit sig till Palestina tillsammans med Ludvig VII av Frankrike belägra Damaskus, men tvingades dra sig tillbaka efter svåra förluster. Welf skyndade före Konrad hem till Tyskland och inledde nya fientligheter. Han tvingades dock till fred genom det nederlag, som Konrads äldre son Henrik tillfogade honom vid Flochberg 8 februari 1150. Då inledde istället Henrik Lejonet nya strider.

## Familj
Konrad III var gift med Gertrud av Sulzbach. Såväl hon som Konrads son Henrik hade dött före honom. På grund av sin yngre son Fredriks barndom bestämde Konrad att han skulle efterträdas av sin brorson Fredrik I Barbarossa, vilket skedde efter hans död 1152.